# Nacionalni muzej u Tokiju
Nacionalni muzej u Tokiju (jap. 東京国立博物館, Tōkyō Kokuritsu Hakubutsukan), skr. TNM, je umjetnički muzej smješten uz zoološki vrt Ueno Park u Taitou, središnji Tokio. Smatra se najstarijim nacionalnim muzejom u Japanu; najveći je umjetnički muzej u Japanu i jedan je od najvećih umjetnički muzeja u svijetu. Jedan je od četiri muzeja kojima upravlja Nacionalni zavod za kulturnu baštinu (jap. 国立 文化 財 機構)
Muzej sakuplja, čuva i prikazuje opsežnu kolekciju umjetničkih djela i kulturnih predmeta iz Azije, s naglaskom na drevnu i srednjovjekovnu japansku umjetnost i azijsku umjetnost duž Puta svile. Tu je i velika zbirka grčko-budističke umjetnosti. Muzej čuva više od 110.000 kulturnih dobara, uključujući 89 koji su japansko nacionalno blago, 319 blaga Horyujija i 644 važna kulturna dobra. Uz to, u muzeju se nalazi preko 3.000 kulturnih dobara koje su donirali pojedinci i organizacije, uključujući 55 koji su nacionalno blago i 253 važna kulturna dobra (od ožujka 2019.). Muzej također provodi istraživanja i organizira obrazovne događaje vezane uz njegovu zbirku.
Muzej se sastoji od zgrada: Honkan, u kojoj je japanska galerija; Heiseikan i Hyokeikan, u koijma se održavaju posebne izložbe; Toyokan, u kojoj je azijska galerija; Galerija blaga Horyu-jija, u kojoj su važne relikvije izvorno sačuvanih u Horyu hramu Nare; Kuroda Memorijalna dvorana, u kojoj je zbirka radova slikara Kurode Seikija; i istraživačkog i informacijskog centra. U sklopu muzeja nalaze se restorani i trgovine, izložbe na otvorenom (uključujući Kuromon) i vrt u kojem posjetitelji mogu uživati u sezonskim pogledima.
Zapadna umjetnost izvan nadležnosti TNM-a smještena je u obližnjem Nacionalnom muzeju zapadnjačke umjetnosti.

## Povijest
Nacionalni muzej u Tokiju bio je prvi muzej koji je otvoren u Japanu. Inauguracija je održana 1872. godine u Taisendenu, a tada se zvao Carski muzej. Ubrzo nakon otvaranja za javnost muzej se preselio u Uchiyamashita-cho (danas Uchisaiwai-cho), a 1882. godine se vratio na svoje trenutno mjesto, u park Ueno. Tijekom 20. stoljeća muzej je pretrpio neka oštećenja, poput velikog Kantō potresa 1923. i Drugog svjetskog rata, tijekom kojega je bio zatvoren.

## Kolekcija

### Japanska galerija (Honkan)
Galerija Honkan ima 24 izložbena prostora na dva kata, koji kronološki prikazuju japansku umjetnost od glinenih figura iz razdoblja Jōmon do gravura u drvetu iz 19. stoljeća.
- Ritulna posuda iz razdoblja Jōmon, Niigata (oko 3.000. pr. Kr.)
- Vrč iz Yayoi razdoblja, 1. do 3. st., iz Kugahare, Ota-Ku, Tokio.
- Bodisatva iz razdoblja Asuka, 7. stoljeće
- Kakiemon vaza iz razdoblja Edo, 17. st.
- Noh maska iz razdoblja Edo, 18. st.

### Azijska galerija (Toyokan)
Galerija Toyokan ima deset izložbenih soba na pet katova, s velikom zbirkom umjetničkih i arheoloških predmeta iz raznih azijskih zemalja. Muzej čuva najveću i najznačajniju zbirku korejske umjetnosti, ostavštine iz vremena kada je Koreja bila japanska kolonija. Ostala azijska područja zastupljena u ovoj galeriji su: Kina, Indija i jugoistočna Azija. Iako nije u Aziji, u ovu galeriju pripada i Egipat. Zgrada u kojoj se nalazi Galerija Toyokan izgrađena je 1968. godine, a dizajnirao ju je Taniguchi Yoshio. Na prvom katu nalazi se restoran i trgovina u predvorju.
- Jedan od najranijih prikaza Bude iz 1. – 2. st., Gandara.
- Bakanalije, grčko-budistička umjetnost iz Gandare, 1. – 2. st.
- Maitreja Buda iz Sjeverne dinastije Wei, Kina, 443. godina
- Bodisatva iz dinastije T'ang
- Drvena ploča s natpisima iz Tocariana Kucha, Kina, 5. – 8. st.

### Hyokeikan
Hyokeikan je otvoren 1909. godine u spomen na brak prijestolonasljednika (kasnijeg cara Taisha). Kasnije je ta zgrada označena kao važno kulturno dobro, a otvorena je samo u posebnim prilikama i privremenim izložbama.

### Heiseikan
Heiseikan je otvoren 1999. godine i uglavnom se koristi za privremene izložbe. Pored toga, na prvom katu sadrži japansku arheološku galeriju s artefaktima iz razdoblja od 10.000 pr. Kr. do 8. stoljeća.
- Najstarije polirane kamene sjekire na svijetu prije razdoblja Jomon (oko 30.000 pr. Kr.)
- Statua iz kasnijeg Jomona (oko 1000. – 400. pr. Kr.).
- Konjske kočije iz doba Kofun, brončani detalj zrcala (5. – 6. stoljeće) iz Eta-Funayama tumula, Kumamoto.
- Kip konja Haniwa, upotpunjen vezom i sedlom, 6. stoljeće
- Buda, razdoblje Asuka, 7. stoljeće

### Galerija blaga Horyu-ji
U ovoj se galeriji nalaze predmeti pronađeni tijekom restauracije Meiji, kada je carska obitelj 1878. godine preuzela zemlju hrama Horyu-ji u Nari.

## Vanjske poveznice
|  | Zajednički poslužitelj ima još gradiva o temi Nacionalni muzej u Tokiju |

- Tokyo National Museum: službene stranice (engl.)
- Keiji Imamura, The Prehistory of Japan and Its Position in East Asia, University College London Press, London, 1996. (engl.)

35°43′08″N 139°46′33″W / 35.71889°N 139.77583°W